# Occidenchthonius sendrai
Espèce
Synonymes
- Chthonius sendrai Zaragoza, 1985

Occidenchthonius sendrai est une espèce de pseudoscorpions de la famille des Chthoniidae.

## Distribution
Cette espèce est endémique du Pays valencien en Espagne,. Elle se rencontre dans la grotte Cueva de las Palomas à Millares.

## Description
La femelle holotype mesure 1,52 mm.

## Étymologie
Cette espèce est nommée en l'honneur de Alberto Sendra Mocholi.

## Publication originale
- Zaragoza, 1985 : Nuevos o interesantes Chthoniidae cavernicolas del Pais Valenciano (Arachnida, Pseudoscorpiones). Miscellania Zoologica (Barcelona), vol. 9, p. 145-158 (texte intégral).